# 嬴汶河
嬴汶河，又称瀛汶河，位于山东省中部的一条河流，是大汶河右岸支流。上游也称汇河，发源于济南市章丘区东南部九顶山东麓官庄街道池凉泉村，禹王山呈南北走向，东麓入孝妇河和淄河，西麓入嬴汶河。东南流注入三角湾村宝珠山水库，出库后向西南流进入莱芜区，经茶业口镇，在雪野镇注入雪野水库、寨里镇、岱岳区祝阳镇、范镇等地，于泰山区邱家店镇渐汶河村汇入大汶河。河底多是流沙。河长86（53英里），流域面积1,326平方（512平方英里），年均径流量0.25立方（0.060立方英里）。1958年姚庄观测站洪峰最大流量2,050立方每秒（72,000立方英尺每秒）。平均含沙量4.65每立方（7.84英磅每立方碼）。